# Geranium brevicaule
Geranium brevicaule là một loài thực vật có hoa trong họ Mỏ hạc. Loài này được Hook. mô tả khoa học đầu tiên năm 1834.